# It Still Matters〜愛は眠らない/言葉にすれば
『It Still Matters〜愛は眠らない/言葉にすれば』（イット スティル マターズ あいはねむらない / ことばにすれば）は、日本の男性ヴォーカルグループゴスペラーズの30枚目のシングル。2007年10月17日発売。発売元はキューンミュージック。

## 概要
- 前作『Platinum Kiss/陽のあたる坂道』から約9か月を置いての発売となるシングルである[3]。｢It Still Matters〜愛は眠らない」はバックストリート・ボーイズのメンバー、ハウィー・D.とのコラボレーション[3]、「言葉にすれば」は2007年度NHK全国学校音楽コンクール高等学校の部の課題曲として、松下耕とゴスペラーズの共同制作となる[4]。

## 収録曲
1. It Still Matters〜愛は眠らない（4:26）
作詞・作曲：Howard Dorough・Genzo・Cheryl Yie・安岡優、編曲：K-Muto
2. 言葉にすれば（4:33）
作詞：安岡優、作曲：安岡優・松下耕、編曲：堀向彦輝

## 楽曲の収録アルバム
It Still Matters〜愛は眠らない
- コンセプト『The Gospellers Works』（2007年11月28日）

言葉にすれば
- オリジナル『Hurray!』（2009年3月11日）